# Axel Cadier
Axel Vilhelm Teodor Cadier (13. září 1906 Varberg, Švédsko – 29. října 1974 Jeteborg, Švédsko) byl švédský zápasník, zápasící v obou stylech, olympijský vítěz a mistr Evropy, profesionální zápasník a trenér zápasu.
Cadier začínal s plaváním a k zápasu se dostal poměrně pozdě, až ve svých 21 letech. V roce 1933 se stal evropským šampiónem ve střední váze a poté přešel do lehké těžké, ve které dosáhl největšího úspěchu, když vybojoval zlato na olympiádě v Berlíně. V letech 1940 až 1960 působil jako profesionální zápasník v Severní Americe. Poté se věnoval trenérské práci, nějaký čas vedl i norský národní tým.